# Beijing to Boston
Beijing to Boston è uno split del gruppo punk pechinese Brain Failure e del gruppo di Boston ska punk Big D and the Kids Table. L'album è stato pubblicato il 20 febbraio 2007, solamente un mese prima della successiva pubblicazione dei Big D and the Kids Table, Strictly Rude.

## Tracce
Brain Failure
1. Coming Down to Beijing – 3:44
2. Living in the City – 2:53
3. Time to Go – 1:25
4. Fall in Love 2008 – 4:38
5. City Junk – 2:15
6. You're Gonna Die – 2:55

Big D and the Kids Table
1. Faded – 3:27
2. Taking Back the Rhythm – 2:58
3. I'm Yours Boston – 2:50
4. Running Young – 1:13
5. Digging in Your Nails – 2:16
6. Ruin You – 4:50

## Crediti
- Dicky Barrett - Voce
- Ken Casey - Voce, produzione
- Jon Cohan - Tecnico della batteria
- Paul E. Cuttler - Trombone, produzione
- Steve Foote - Basso, produzione
- Raymond Jeffrey - Ingegnere del suono
- Ma Jiliang - Basso, voce (di fondo)
- Xu Lin - Batteria, voce (di fondo)
- Dave Locke - Masterizzazione
- David McWane - Voce, produzione, direzione artistica
- Jon "JR" Reilly - Batteria
- Ryan O'Connor - Sassofono, produzione
- Marc Orrell - Organo
- Sean P. Rogan - Chitarra, voce (di fondo), melodica, produzione
- Xiao Rong - Chitarra, voce
- Jim Siegel - Produzione, ingegnere del suono, mixaggio
- Dan Stoppelman - Tromba, produzione
- Matt Teuten - Fotografia